# Szewska Centrum

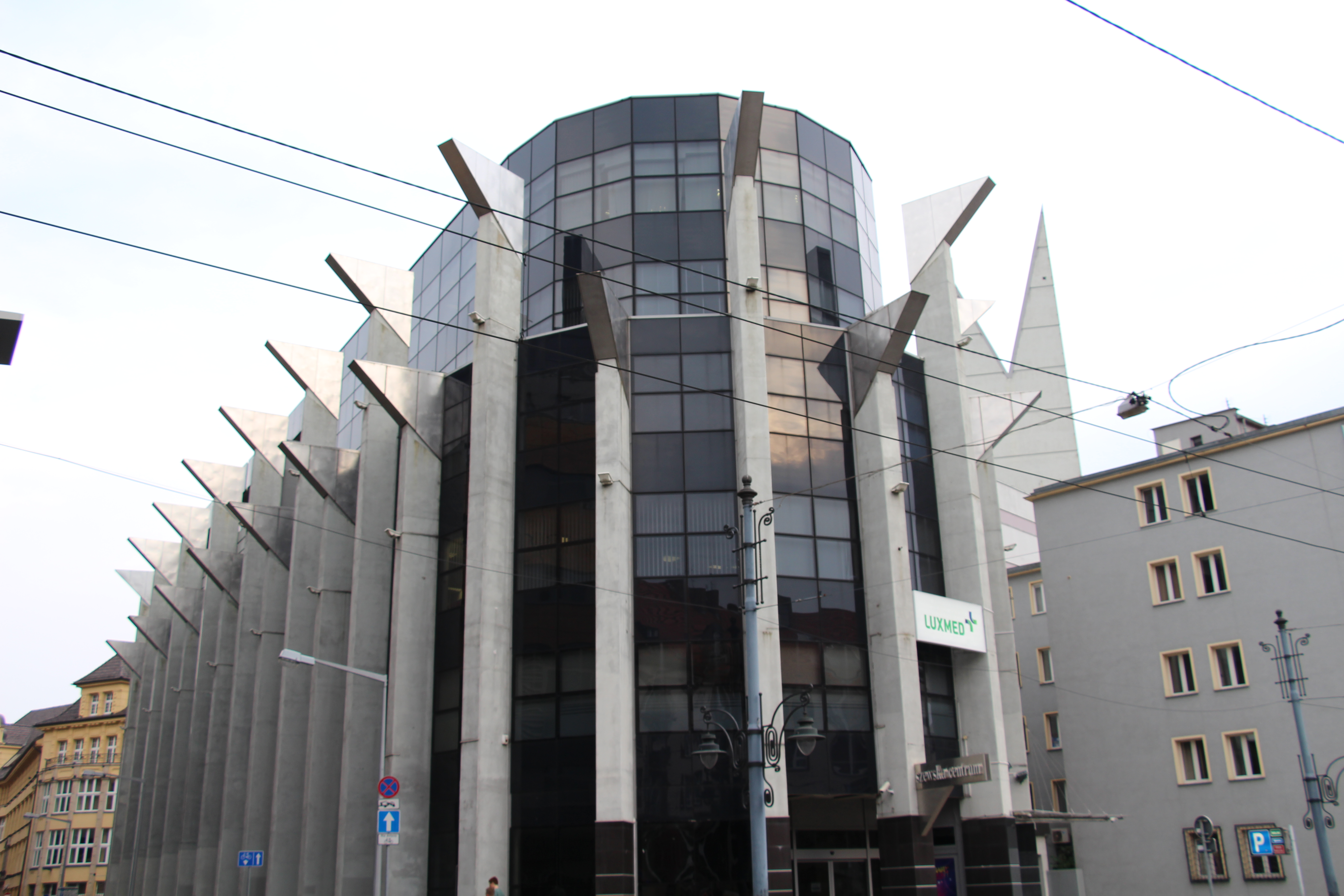
Widok od ul. Szewskiej

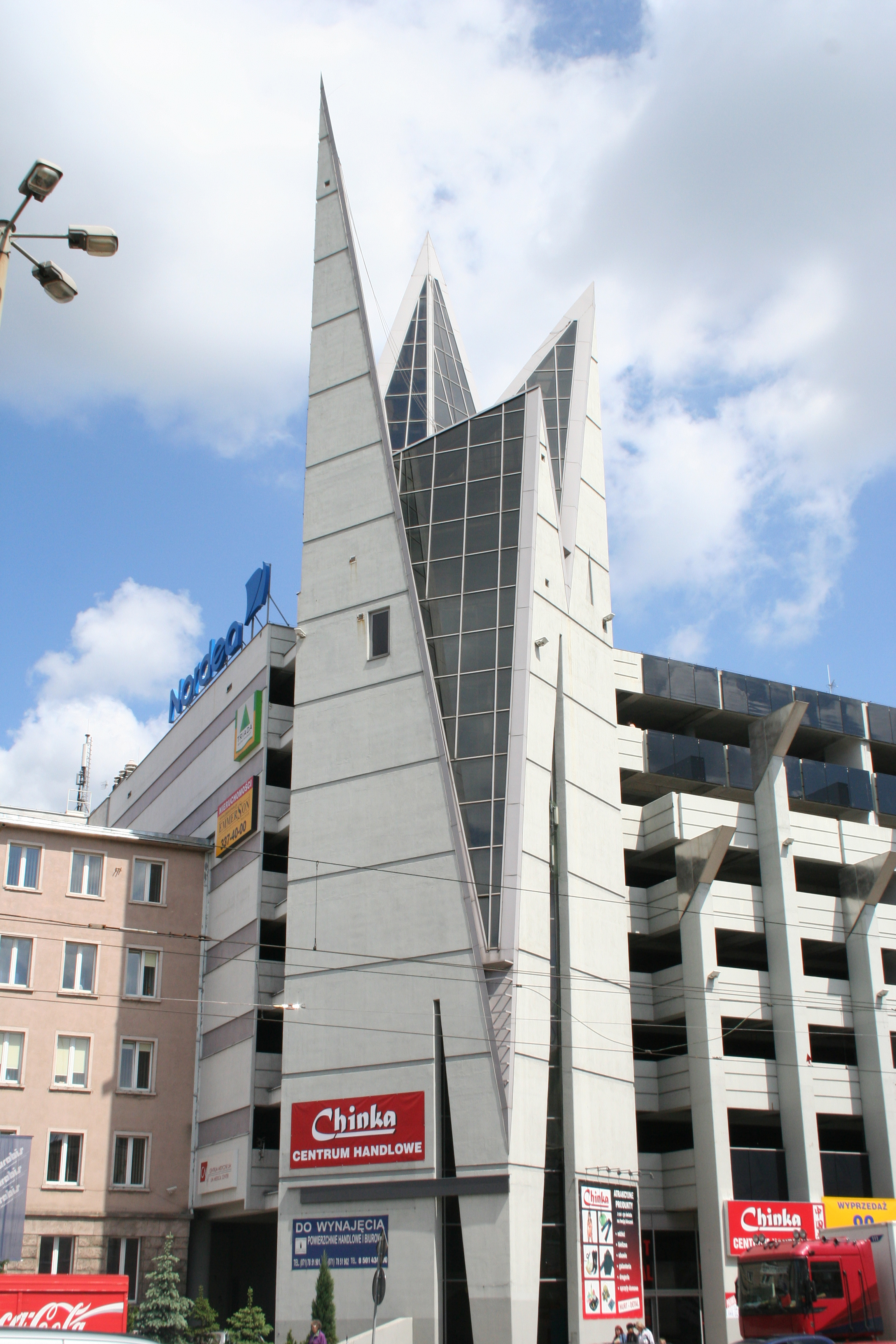
Wieża

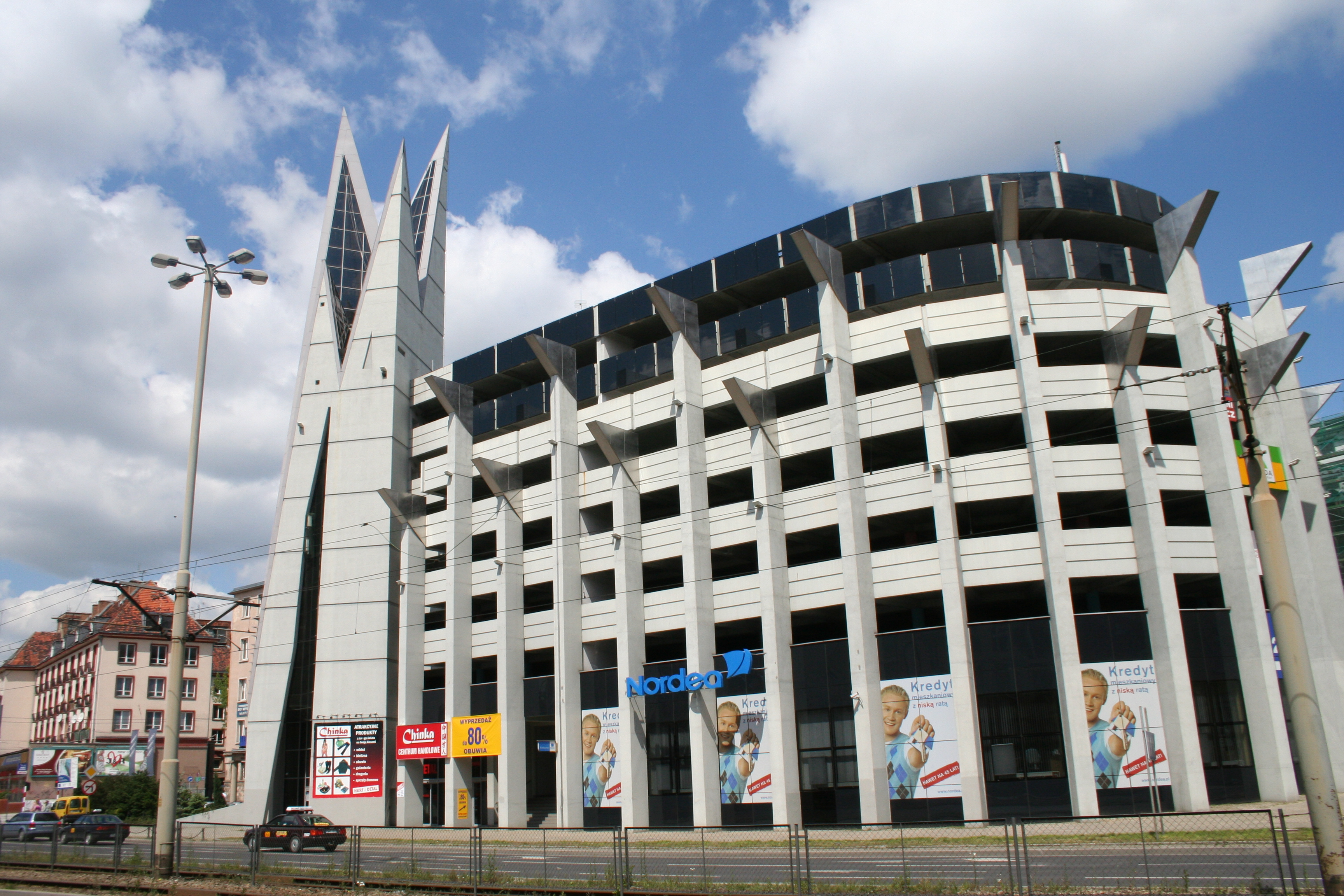
Widok od ul. Kazimierze Wielkiego

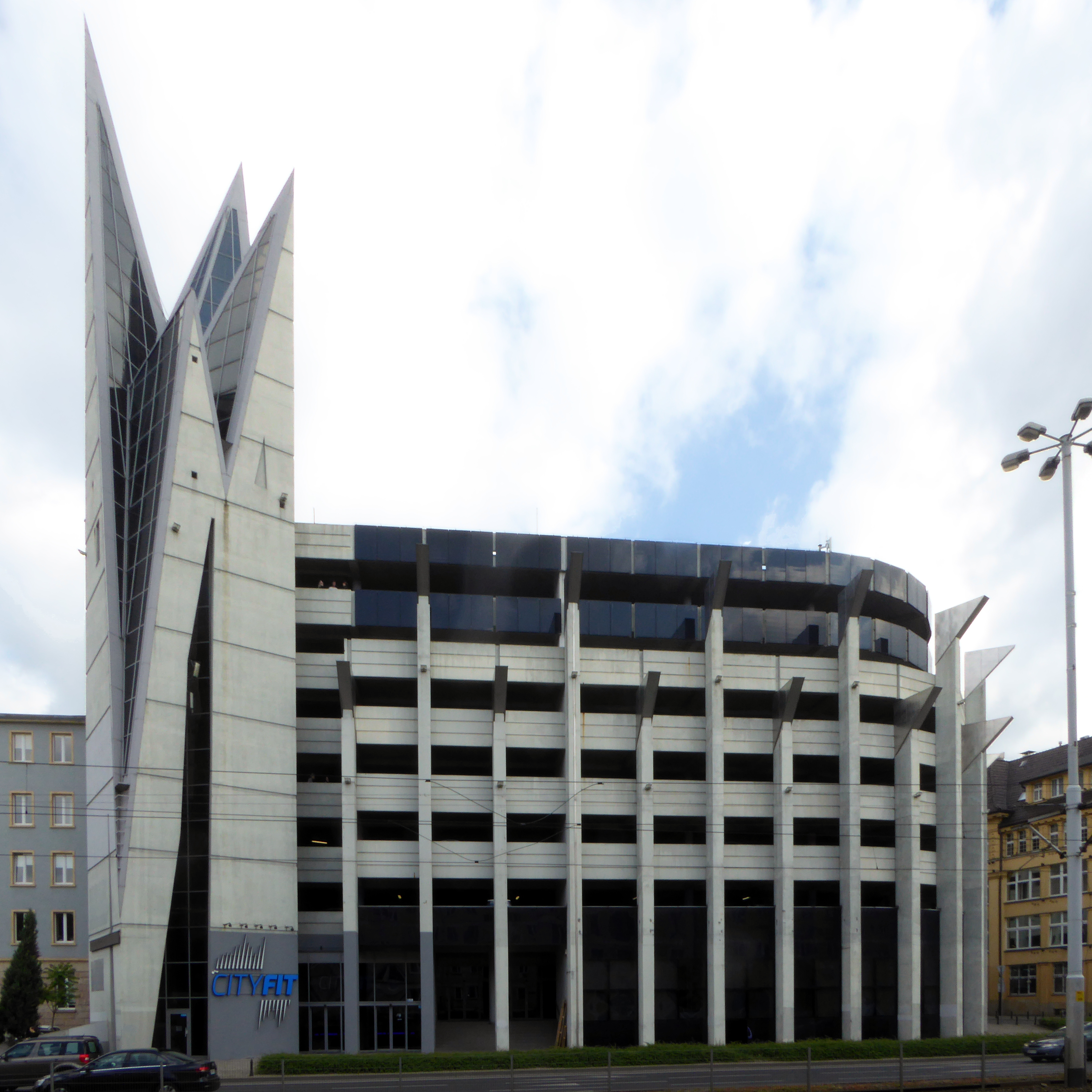
Widok od ul. Kazimierze Wielkiego

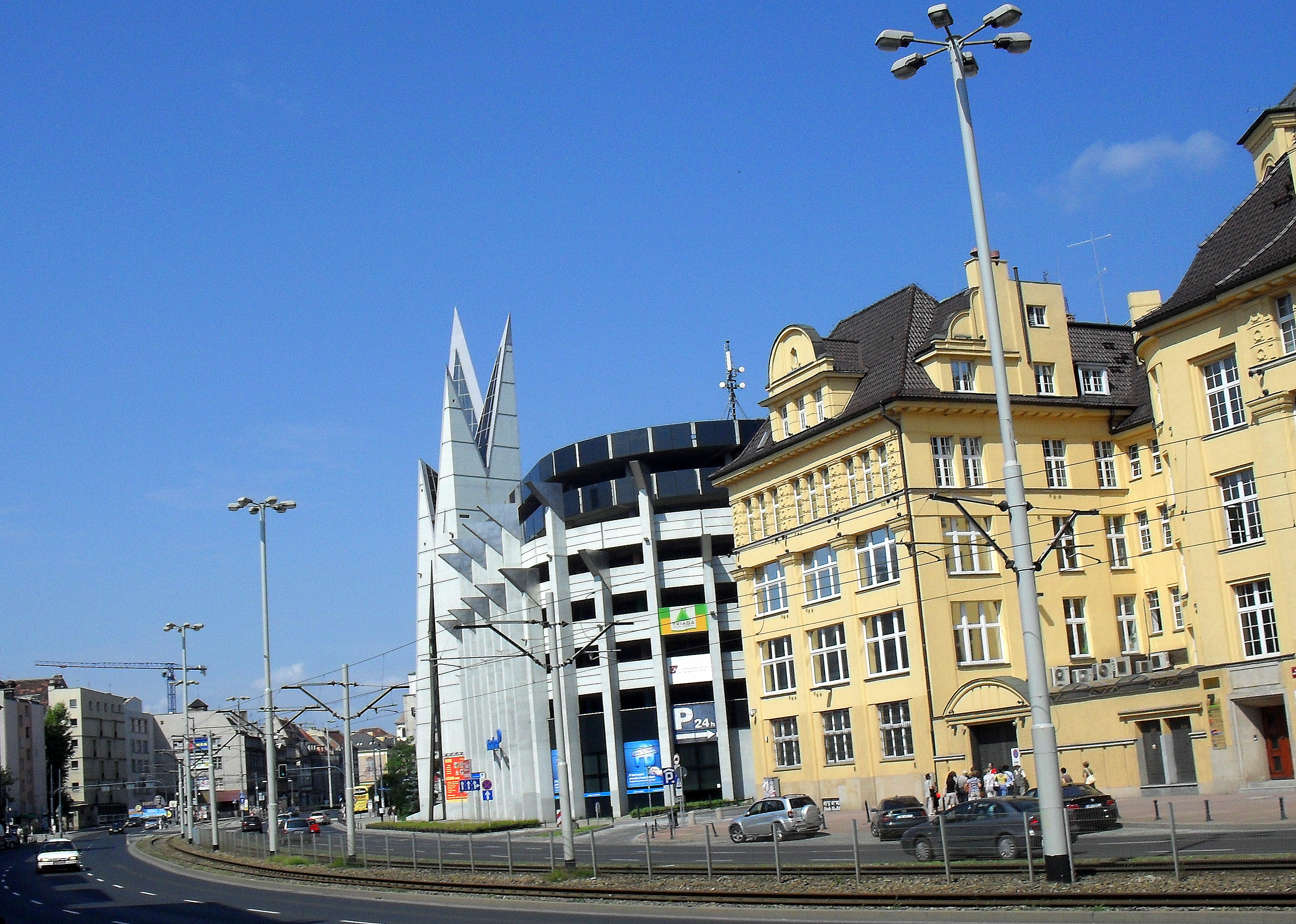
Ul. Kazimierze Wielkiego

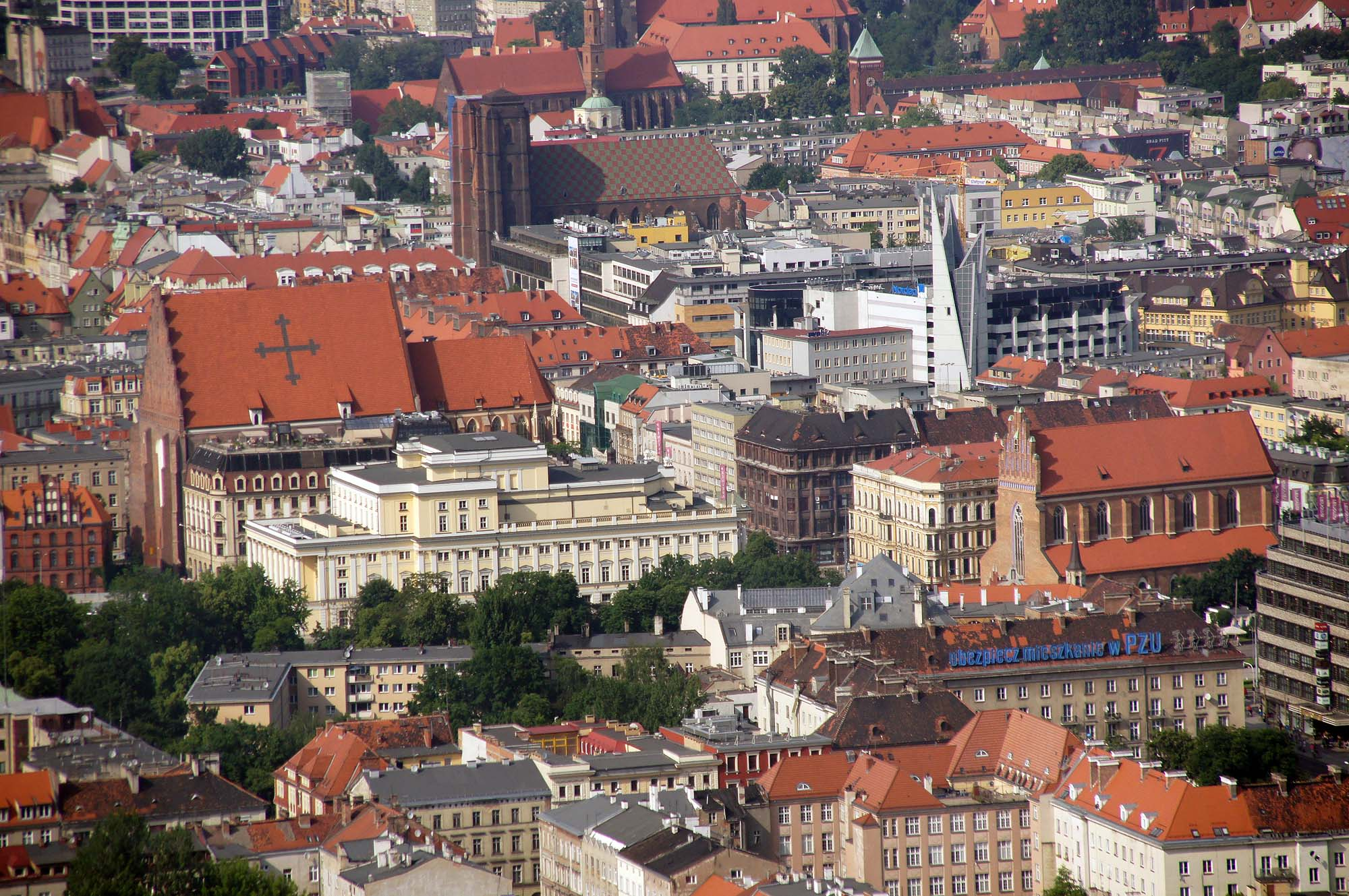
Zabudowa

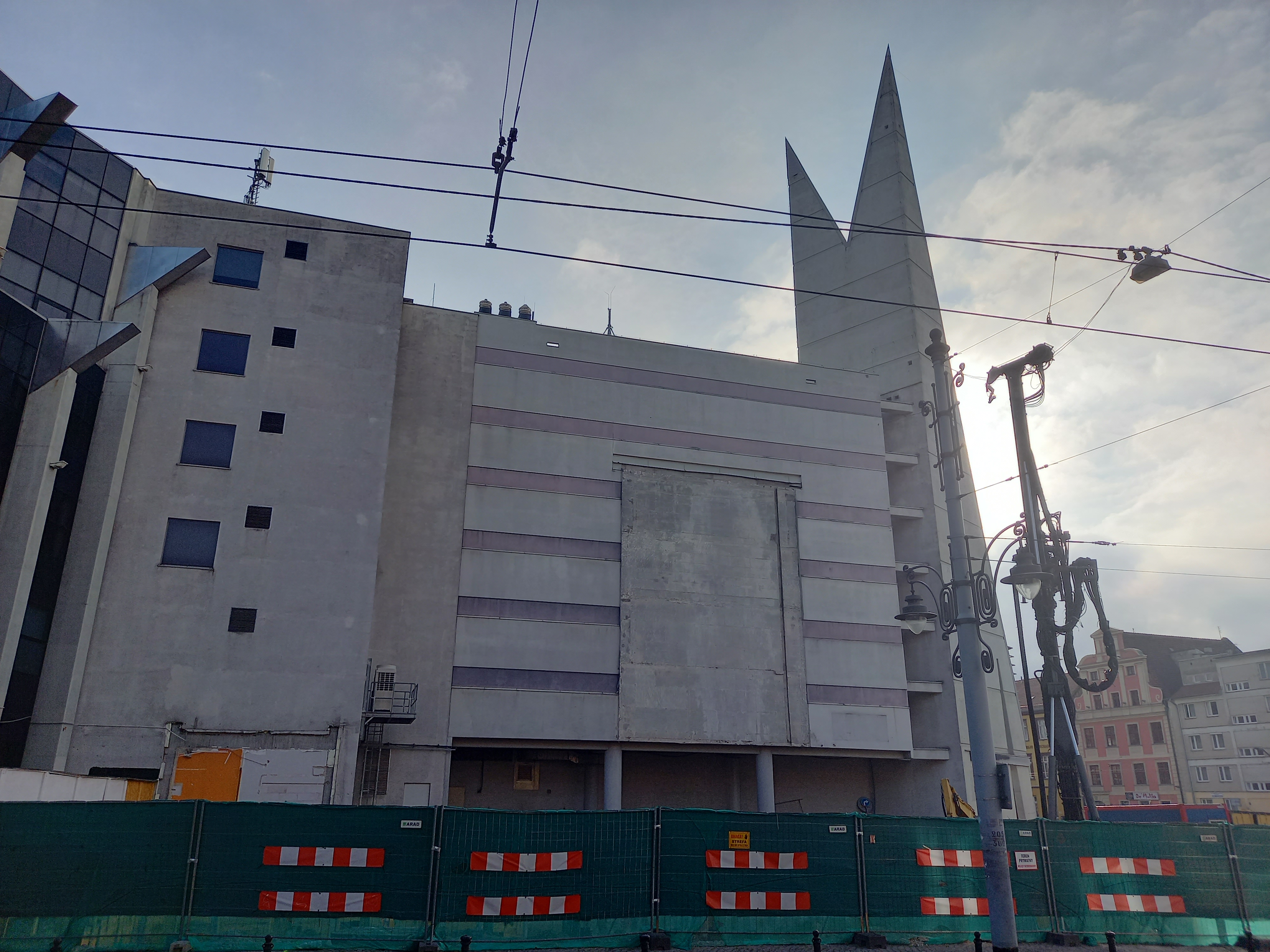
Widoczny ślad w miejscu budynku Wrobis, budowa hotelu

Szewska Centrum – budynek położony we Wrocławiu na obszarze Starego Miasta przy głównej arterii jaką jest Trasa W-Z, którego podstawowym przeznaczeniem jest parking wielopoziomowy, a uzupełniającym część biurowa i handlowo-usługowa. Jego adres to ulica Kazimierza Wielkiego 60 oraz ulica Szewska 3A. Był to pierwszy taki obiekt w ścisłym centrum Wrocławia. Powstawał w latach 1993-2000. Autorem projektu jest Stefan Müller oraz Paweł Jaszczuk. W założeniach projektowych budynek subtelnie nawiązując do wartościowego otoczenia równocześnie łamie schematy. Charakterystycznym elementem obiektu jest narożna wieża o bardzo ekspresyjnej formie. Wśród mieszkańców i osób przyjezdnych między innymi z jej powodów wzbudził pewne kontrowersje.

## Położenie i otoczenie
Obiekt zlokalizowany jest w ścisłym centrum w obszarze Starego Miasta we Wrocławiu i w ramach osiedla Stare Miasto, w dawnej dzielnicy dzielnicy Stare Miasto, około 200 m od wrocławskiego Rynku. Ponadto teren ten zaliczany jest do dzielnicy urbanistycznej Śródmieście w ramach wielofunkcyjnego centrum miasta. Adres budynku to ulica Kazimierza Wielkiego 60, oraz przypisany jest do niego drugi numer porządkowy przy ulicy Szewskiej 3A.
Jest to obszar gęsto wypełniony tkanką miejską z dużą intensywnością wykorzystania terenu, przemieszaniem funkcji mieszkalnej z funkcją handlowo-usługową, w tym z usługami o charakterze wielkomiejskim oraz atrakcjami turystycznymi, o gęstej sieci ulicznej, gęstego układu linii komunikacji zbiorowej w ramach transportu publicznego, dla którego określa się wyjątkowo korzystny lub najlepszy dostęp do infrastruktury komunikacyjnej miasta. Inną cechą tego obszaru jest duża gęstość zaludnienia. Układ zabudowy charakteryzuje się liniowym, kwartałowym układem, rozmieszczonych w blokach urbanistycznych z reprezentacyjną funkcją zwróconą na zewnątrz i usługową do wewnątrz takiego bloku. Oprócz budynków mieszkalnych i mieszkalno-usługowych znajdują się także budynki handlowe, biurowe. Układ ten ponadto cechuje regularna siatka ulic i placów
Budynek położony jest w kwartale zabudowy otoczonym ulicami: Kazimierza Wielkiego (Trasa W-Z) – po stronie południowej względem budynku, Szewska – po stronie zachodniej, Ofiar Oświęcimskich – po stronie północnej oraz Łaciarska – po stronie wschodniej, zajmując zdecydowanie większą część jego powierzchni. W kwartale tym oprócz tego obiektu położony był jeszcze biurowiec należący do Wrocławskiego Przedsiębiorstwa Budownictwa Przemysłowego nr 2 Wrobis S.A. (przedsiębiorstwo zlikwidowano) lecz został on wyburzony w 2023 r.. Zabudowa okalająca wspominany kwartał ulic to: po stronie południowej pierzeja ulicy Kazimierza Wielkiego z przedwojenną zabudową uzupełnioną powojennymi plombami mieszkalnymi, po stronie zachodniej zespół zabudowy zabudowy mieszkalno-usługowej przy ulicy Świdnickiej w obszarze dawnego Placu Młodzieżowego, po stronie północnej zachowana, zabytkowa kamienica oraz budynek Oniro, a po stronie wschodniej biurowiec Junkernstrasse-Bau G.m.b.H. (obecnie siedziba NBP i Mennicy Polskiej). W kontekście tego obiektu należy także wymienić położony w północno-wschodnim narożniku skrzyżowania ulicy Ofiar Oświęcimskich z ulicą Łaciarską dawny dom handlowy i biurowiec firmy Junkernstrasse-Bau G.m.b.H. (Biurowiec Hansa Poelziga we Wrocławiu), oraz położony w pobliżu przy ulicy Szewskiej dawny dom towarowy Rudolfa Petersdorffa (później Dom Handlowy Kameleon).

## Historia
Obiekt powstawał w latach 1993-2000. Inwestorem była firma Parkingi Miejskie S.A.. W rok 1993 rozpoczęto projektowanie budynku. Projekt architektoniczny został opracowany w pracowni Terra Architektoniczne Studio Autorskie Muller Stefan z Wrocławia. Głównym projektantem był Stefan Müller, z którym przy tym projekcie współpracował Paweł Jaszczuk. Sama budowa obiektu rozpoczęła się w 1996 r., a budowę pierwszej kondygnacji nadziemnej rozpoczęto w 1998 r.. Roboty budowlane zakończono w listopadzie 1999 r. i w dniu 16 listopada 1999 r. otwarto część parkingową, natomiast pozwolenie na użytkowanie całości zostało wydane w 2000 r.. Generalnym wykonawcą był Mostostal Warszawa S.A. oraz Wrocławskie Przedsiębiorstwo Budownictwa Przemysłowego nr 2 Wrobis S.A.. Wartość kontraktu wynosiła około 22,5 miliona PLN. W kolejnych latach w samym budynku przeprowadzano przebudowy niektórych części obiektu, czy wybranych lokali.

## Architektura i aspekty budowlane
Budynek wyraźnie nawiązuje do modernizmu, szczególnie zaś jego architektura odnosi się do położonych w pobliżu charakterystycznych i cennych pod względem zachowania dziedzictwa wrocławskiego modernizmu dwóch innych, przedwojennych budynków, tj. biurowca firmy Junkernstrasse-Bau G.m.b.H. (Biurowiec Hansa Poelziga we Wrocławiu), oraz dawny dom towarowy Rudolfa Petersdorffa (później Dom Handlowy Kameleon). Wskazuje się wręcz, iż formę tego budynku, zdeterminowało otocznie, w szczególności dwa wymienione obiekty. Jednak nie chodzi tu o proste podobieństwa obiektów lecz pewne poszanowanie kontekstu, mimo wyraźnego łamania schematów, przy jednoczesnym bardzo subtelnym odnoszeniem się do wartościowego otoczenia, a także ukłon autorów projektu w stronę wybitnych poprzedników. Należy także podkreślić wyraźnie widoczne w budynku inspiracje z architektury brutalistycznej. Ponadto przy kształtowaniu budynku zastosowano elementy dekoracyjne stosowane w nurcie postmodernizmu, a stalowe zwieńczenia i ostre, trójkątne formy okalające bryłę, stanowią nawiązanie do przedwojennego ekspresjonizmu niemieckiego.
W rzucie prostokątnym na płaszczyznę poziomą budynek ma kształt trapezoidalny, z zaokrąglonymi narożami. Powierzchnia zabudowy budynku wynosi 2.936 m². Zasadnicza bryła ma 7 kondygnacji nadziemnych, przy czym dwie ostatnie kondygnacje są cofnięte względem lica kondygnacji niższych o szerokość przęsła konstrukcyjnego. Oprócz tego budynek ma jedną kondygnację podziemną. Całkowita powierzchnia użytkowa budynku wynosi 6.050 m², a całkowita powierzchnia biurowa netto w budynku to 2.394 m². Współczynnik powierzchni wspólnych tej części wynosi 15%. Część biurowo-usługowa ma przypisaną klasę A. Powierzchnia typowego pięta wynosi około 1.200 m² (z częścią parkingową 3.000 m²). Łączna kubatura budynku to 80 tysięcy m³.
Bryła główna parkingu charakteryzuje się brutalizująca formą, z nawiązaniem do wcześniej wymienionych obiektów, poprzez ukształtowanie wyraźnych pasów przebiegających horyzontalnie na elewacjach tej części obiektu. Zarówno ta część lica obiektu, jak i nieprzeszklone elewacje wieży, to surowy beton. W bryle parkingu elewacje opinają rytmicznie rozmieszczone betonowe słupy. Są one zakończone naprzemiennie wysuniętymi na zewnątrz trójkątami z blachy nierdzewnej, które rozmieszczono na wysokości 5 i 6 kondygnacji. Tu widoczne jest ewidentne odniesienie do Biurowca Hansa Poelziga, wręcz pozorne podobieństwo, wynikające z zastosowanego niemal identycznego zestawu elementów kompozycyjnych. Jednak jest to prawdziwie postmodernistyczna gra, bowiem autorzy budynku stworzyli swego rodzaju antytezę klasycznego dla wczesnego modernizmu biurowca Poelziga, a polega to na całkowitym odwróceniu ich rytmu i logiki. Dominujące w biurowcu Poelziga horyzontalne pasy, w budynku Szewska Centrum zostały przesunięte na drugi plan, schowane, a w to miejsce wysunięto na pierwszy plan przeskalowane pionowe betonowe słupy, które z kolei w biurowcu Poelziga pełniły drugoplanową funkcję subtelnych słupków międzyokiennych. Podobne odwrócenie ról dotyczy podciętych konsol, które w biurowcu Poelzinga podpierają poziome pasy betonu, a we współczesnym budynku, choć również przerysowane, zostały pozbawione pierwotnej funkcji, przez co pełnią wyłącznie funkcję dekoracyjną. Od strony skrzyżowania ulicy Ofiar Oświęcimskich i ulicy Szewskiej znajduje się część biurowa. Wyeksponowany jest tu zaokrąglony narożnik, „apsyda” parkingu, wysuwająca się w stronę ulicy Szewskiej, będąca bezpośrednim nawiązaniem do budynku domu towarowego Kameleon. Przywołuje on okrętowy nurt występujący w architekturze okresu międzywojennego.
Najbardziej charakterystycznym elementem obiektu jest jednak wieża. Ma ona formę pewnego „rozszarpania”, podziału, z ostrymi zakończeniami szczytów każdej z części. W betonowych elewacjach wykonano duże przeszklenia.
Program użytkowy budynku obejmował przede wszystkim parking wielopoziomowy. Początkowo przed późniejszymi przebudowami i zmianami w programie użytkowym na pięciu górnych kondygnacjach mieściło się około 380 pojazdów na wyznaczonych miejscach postojowych, później 343 stanowiska postojowe. Oprócz tej podstawowej funkcji przewidziano tu część przeznaczoną na dom handlowy (funkcja handlowo-usługowa) oraz biura. W kondygnacji piwnic zlokalizowano pierwotnie część przeznaczoną pod lokal rozrywkowy (klub muzyczny), z wejściem od strony ulicy Szewskiej oraz część handlowo-usługową, z niezależnym wejściem od ulicy Kazimierza Wielkiego. Ta sekcja wyposażona została w schody ruchome. Ponadto w części biurowej znajduje się placówka medyczna.

## Odbiór i opinie
Lokalizacja obiektu sprawia, że jest on mocno wyeksponowany w krajobrazie miasta, a skala i kontrowersyjna forma architektoniczna, w tym wyjątkowa wieża, przyciąga uwagę osób przebywających w jego pobliżu. Wieża ta sprawia zresztą także, że budynek pojawia się w wielu panoramach Wrocławia również przyciągając uwagę widza. Obiekt niewątpliwie pełni też ważną funkcję porządkowania, wprowadzenia urbanistycznego ładu, w otoczenie określane wcześniej jako mdłe, jako „plazmatyczna” czy „magmatyczna” przestrzeń. Inną ważną jego funkcją jest silne akcentowanie ruchliwego skrzyżowania ulicy Kazimierza Wielkiego i ulicy Szewskiej. Budynek niewątpliwie stanowi tu silną dominantę architektoniczną, kreując konkretne i rozpoznawalne miejsce.
Budynek położony w ścisłym centrum wśród mieszkańców i osób przyjezdnych wzbudził pewne kontrowersje. Szczególnie za sprawą charakterystycznej i dominującej wieży połączonej z masywną bryłą budynku, co przywodziło skojarzenia z kościołem. Z tego powodu bywał nazywany „katedrą Matki Boskiej Parkingowej”. Spotkać można także znacznie mocniej wyrażane opinie o kontrowersyjności obiektu i jego szokującej formie. W kontrze do takich opinii stoją zarówno pierwotne założenia jak i późniejsze spojrzenia na obiekt, w szczególności wieżę. Według tych założeń i opinii zarówno wieża, jak i cała forma tego budynku, stanowi stylistyczny sprzeciw wobec niemal wszystkich obiektów, tworzących pejzaż wrocławskiego Starego Miasta oraz wobec narracji architektonicznej lat 1945-1980 traktującej Wrocław jak małe miasteczko, mimo historycznych i współczesnych aspiracji miasta bycia metropolią oraz dążenia do przynależności do europejskiej elity pośród ośrodków miejskich. Sam Stefan Müller w tym kontekście wyraźnie określa, że wieża budynku nie konkuruje z wieżami historycznych kościołów i Ratusza lecz wprowadza wyżej opisane implikacje.
Warto tu zacytować jedną z opinii:

Gra z tradycją, gra z widzem, odwołania, cytaty i ekspresja – a to wszystko w jednym budynku.

Wobec architektury i samego budynku spotyka się także takie określenia jak: nowoczesny, z niepospolitą architekturą, o ciekawej konstrukcji, oryginalna, strzelista architektura.

## Klasyfikacja, identyfikacja i własność
Budynek położony jest na działkach gruntu, których łączne pole powierzchni wynosi 3.551 m², przy czym na działce większej posadowiony jest budynek, a na działce mniejszej wykonano jedynie naziemne dojście do wejścia przy ulicy Szewskiej 3A. Działka większa przypisana jest do klasoużytku Bi –inne tereny zabudowane, a mniejsza do klasoużytku Bp - Zurbanizowane tereny niezabudowane lub w trakcie zabudowy. Nieruchomość stanowi własność innych osób prawnych, w tym przypadku firmy ZPO OTIS (OTIS INVESTMENT SPÓŁKA Z OGRANICZONĄ ODPOWIEDZIALNOŚCIĄ). Sam budynek ma przypisane adresy: ulica Kazimierza Wielkiego 60 oraz ulica Szewska 3A. Jego identyfikatory są następujące: Ewidencja Gruntów i Budynków G5 026401_1.0001.AR_37.42/5.1_BUD, natomiast identyfikator IIP to PL.PZGiK.112.EGiB AA507A2D-C1ED-443B-8F0E-2FF01DDFE512. Według Klasyfikacji Środków Trwałych przypisany jest do grupy t - budynki transportu i łączności (102). Budynkowi przypisano nazwę „Szewska Centrum”, stosowaną także w publikacjach i opracowaniach.